# 三田麻央
三田麻央 （日语：三田 麻央，1995年9月9日—）是日本女藝人、聲優，為女子偶像團體NMB48前成員，大阪府出身，Showtitle所屬。

## 經歴
2011年
- 6月5日、TOKYO DOME CITY HALL舉行的『見逃した君たちへ〜AKB48グループ全公演〜』中NMB48第2期研究生23名之1人初次披露。
- 8月13日、大阪市難波的NMB48劇場舉行的『NMB48 2期生「Party開始了」』公演，在初日公演選抜遺漏[1]。
- 8月23日、首次在NMB48劇場中演出[2]。
- 12月3日和12月4日、SKE48劇場和AKB48劇場舉行的「Party開始了」出張公演的選抜成員16名之1人出演。
- 12月13日舉辦的電視動畫《AKB0048》的主角9人聲優公開甄選，當時以研究生的身分通過選拔。[3]

2012年
- 1月26日、NMB48研究生29人之中選出Team M初期成員16人，昇格為正規成員。
- 4月26日，《AKB0048》的9名“聲優選拔”成員結成的新小分隊「NO NAME」將以主題曲出道並演唱該動漫的片頭曲「希望について（關於希望）」和片尾曲「夢は何度も生まれ変わる（夢將不斷重生）」[4]。

2019年
- 1月11日，發表畢業。2月18日，在NMB48劇場舉行畢業公演。2月24日，舉行個人握手會，作為NMB48成員的活動也全部結束[5][6]。

## 人物
- 興趣是看動畫、閱讀漫畫、繪畫。特技是模仿動畫人物的声線[1]。
- 喜歡動畫的原因是，中學一年級時朋友推薦《銀魂》，特別喜歡沖田総悟。

### NMB48相關
- 自我介紹用語為：「きゅんきゅんきゅん みーんなの胸がきゅん やっぱりー? まおきゅ〜ん!」。
- 在Google+，AKB48團體的社團活動是美術部所屬[7]。

## NMB48的参加曲

### NMB48名義
| 單曲                                          | 專輯                 | 曲目         | 名義        |
| --------------------------------------------- | -------------------- | ------------ | ----------- |
| 2012年〔2月8日、5月9日、8月8日、11月7日發售〕 |                      |              |             |
| 3rd                                           | 純情U-19             | 場當たりGO!  | Under Girls |
| 4th                                           | 海岸邊最可愛的女孩！ | 不講理的一球 | Under Girls |
| 5th                                           | Virginity            | 我們的帆船賽 | 白組        |
| 6th                                           | 北川謙二             | 戀愛被害屆   | 紅組        |
| 2013年〔6月19日、10月2日發售〕                |                      |              |             |
| 7th                                           | 我們的發現           | 野蠻的霜淇淋 | 紅組        |
| 8th                                           | 大蔥鴨們             | 追憶光線     | 紅組        |
| 2014年〔3月26日發售〕                         |                      |              |             |
| 9th                                           | 高山上的蘋果         | 打水漂       | 紅組        |

### AKB48名義
| 單曲                  | 專輯     | 曲目         | 名義          |
| --------------------- | -------- | ------------ | ------------- |
| 2012年〔8月29日發售〕 |          |              |               |
| 27th                  | 格子花紋 | 那一天的風鈴 | Waiting Girls |

### 劇場公演公演曲
Team B 4th Stage「偶像的黎明」
- 天國小子

## 演出

### 综艺节目
- Aruaru YY電視（2012年8月14日・9月18日、TVQ九州放送）
- Docking48（2012年9月25日 、關西電視台）
- 《AKB48的今夜來外宿》（2015年10月6日－，以固定班底演出，全12話(預定)；日本電視台）

### 電視動畫
主要角色以粗體字来顯示。
- AKB0048（2012年4月29日 - 7月22日）-  横溝真琴
- AKB0048 Next Stage（2013年1月5日 - ） -  横溝真琴

### 遊戲
- AKB1/149 戀愛總選舉（PSP・PS Vita用、2012年12月20日預定、NBGI）

### 活動
- AKB0048 NO NAME FIRST KILALIVE（2013年2月17日）[8]

### 角色歌曲
| 發售日期      | 專輯名稱         | 關聯動畫           | 演出者  | 發行公司     | 發售形式      | 商品號碼                                            | 備註 |
| ------------- | ---------------- | ------------------ | ------- | ------------ | ------------- | --------------------------------------------------- | ---- |
| 2012年8月1日  | 希望について     | AKB0048            | NO NAME | King Records | - CD - CD+DVD | - KICM-1410 - KICM-1411 - KICM-91410 - KICM-91411   |      |
| 2013年4月10日 | この涙を君に捧ぐ | AKB0048 Next Stage | NO NAME | King Records | - CD - CD+DVD | - KIZM-201〜2 - KIZM-203〜4 - KICM-1443 - KICM-1444 |      |

## 外部連結
- （日語）經紀公司個人介紹頁 （页面存档备份，存于） - Showtitle
- （日語）NMB48個人介紹頁
- （日語） NMB48官方部落格「三田麻央」 （页面存档备份，存于）（2011年7月14日 - 2019年2月24日）
- （日語） 三田麻央的Google+
- （日語）三田麻央的X（前Twitter）
- （日語）三田麻央的Instagram帳戶
- （日語）三田麻央在755的頁面 （页面存档备份，存于）